# Familjens, privategendomens och statens ursprung
Familjens, privategendomens och statens ursprung (tysk originaltitel: Der Ursprung der Familie, des Privateigentums und des Staats) är en bok skriven av den tyske filosofen Friedrich Engels år 1884. Engels beskriver i den hur familjen, staten och privategendomen uppkommit och utvecklats. Boken är enligt dess undertitel skriven 'i anslutning till Lewis H. Morgans forskningar'. Morgan var en amerikansk forskare, vars bok 'Ancient society' ('Det antika samhället') inspirerat både Engels och dennes vän och medarbetare Karl Marx. Marx och Engels ansåg att Morgans forskning gav stöd åt deras egen materialistiska historieteori.
'Familjens, statens och privategendomens ursprung' finns översatt till ett stort antal språk, däribland svenska.